# Olivia Robinson
Olivia Robinson (* 1938 in Dublin) ist eine britische Rechtshistorikerin.

## Leben
Olivia Robinson wurde als Olivia Fiona O'Brien 1938 in Dublin geboren. Sie schloss ihr Studium an der University of Oxford mit einem Bachelor of Arts 1960 ab. Im gleichen Jahr heiratete sie und bekam 1961 eine Tochter und 1962 einen Sohn. Im Jahr 1965 machte sie in London ihren PhD.
Im Jahr 1966 wurde sie akademische Mitarbeiterin an der Universität von Glasgow. Neben ihrer Tätigkeit als Lehrerin agierte sie nach eigenen Angaben in der Studienberatung und Zulassungsstelle. Im Jahr 1981 gab sie diese zusätzlichen Aufgaben auf und konzentrierte sich auf die Forschung. Sie wirkte dann in der Vermittlung mit den Partneruniversitäten und im beginnenden ERASMUS-Austausch. Im Jahr 2001 wurde sie zum Douglas Professor of Civil Law ernannt.
Robinson wurde 1993 ausländisches Mitglied der Österreichischen Akademie der Wissenschaften und 2006 Mitglied der Royal Society of Edinburgh. Sie ist vor allem bekannt für ihre Mitarbeit an einer englischen Übersetzung der Digesten und der Übersetzung der Institutionen des Gaius. Neben ihren Büchern über das römische Strafrecht publizierte sie über 60 Artikeln in Fachzeitschriften.

## Mitgliedschaften
- 1993 – Korrespondierendes Mitglied der Österreichischen Akademie der Wissenschaften[2]
- 2006 – Mitglied der Royal Society of Edinburgh[3]

## Publikationen (Auswahl)
- Ancient Rome: City Planning and Administration, Routledge, London 1992.
- The Criminal Law of Ancient Rome, Duckworth Verlag, London 1995.
- The Sources of Roman Law, Routledge, 1997.
- Penal Practice and Penal Policy in Ancient Rome, Routledge, London 2007.